# Внайнарє
Внайнарє (словен. Vnajnarje) — поселення в общині Любляна, Осреднєсловенський регіон, Словенія. Висота над рівнем моря: 655,6 м.